# يوكي (مغنية)
يوكي (باليابانية: YUKI) هي ملحنة ومغنية وكاتبة غنائية وشاعرة يابانية، ولدت في 17 فبراير 1972 في هاكوداته في اليابان.

## وصلات خارجية
- الموقع الرسمي
- يوكي على موقع IMDb (الإنجليزية)
- يوكي على موقع ميوزك برينز (الإنجليزية)
- يوكي على موقع أول ميوزيك (الإنجليزية)
- يوكي على موقع ديسكوغز (الإنجليزية)
- يوكي على موقع ANN person (الإنجليزية)